# Giandomenico Albertella
Giandomenico Albertella (Cannobio, 25 agosto 1958) è un politico italiano, sindaco di Verbania dal 26 giugno 2024.

## Biografia
Dopo aver conseguito la laurea in architettura al Politecnico di Milano nel 1982, parallelamente all'attività di architetto Giandomenico Albertella si è dedicato alla politica. Tra il 1985 e il 1988 è stato sindaco del comune di Cannobio, mentre tra il 1985 e il 1995 è stato consigliere della provincia di Novara. Dal 2009 al 2019 è stato nuovamente sindaco di Cannobio per due mandati. Nel 2019 si candida a sindaco di Verbania con il supporto del centro-destra ma viene sconfitto al secondo turno dal sindaco uscente Silvia Marchionini. Si candida nuovamente nel 2024, come civico di centro-destra, venendo questa volta eletto al ballottaggio.